# Adrienne Cullen
Adrienne M. Cullen (County Sligo, 9 november 1960 – Amsterdam, 31 december 2018) was een Iers journaliste die na een medische fout van het UMC Utrecht in 2011 een campagne begon voor openheid in de gezondheidszorg.
Het UMC was testresultaten kwijtgeraakt waaruit bleek dat ze baarmoederhalskanker had, waaraan ze uiteindelijk overleden is. Het ziekenhuis startte een onderzoek naar de medische fout en de afhandeling, en publiceerde in 2019 het rapport en de reflectie van het ziekenhuis daarop.

## Vroege leven en opleiding

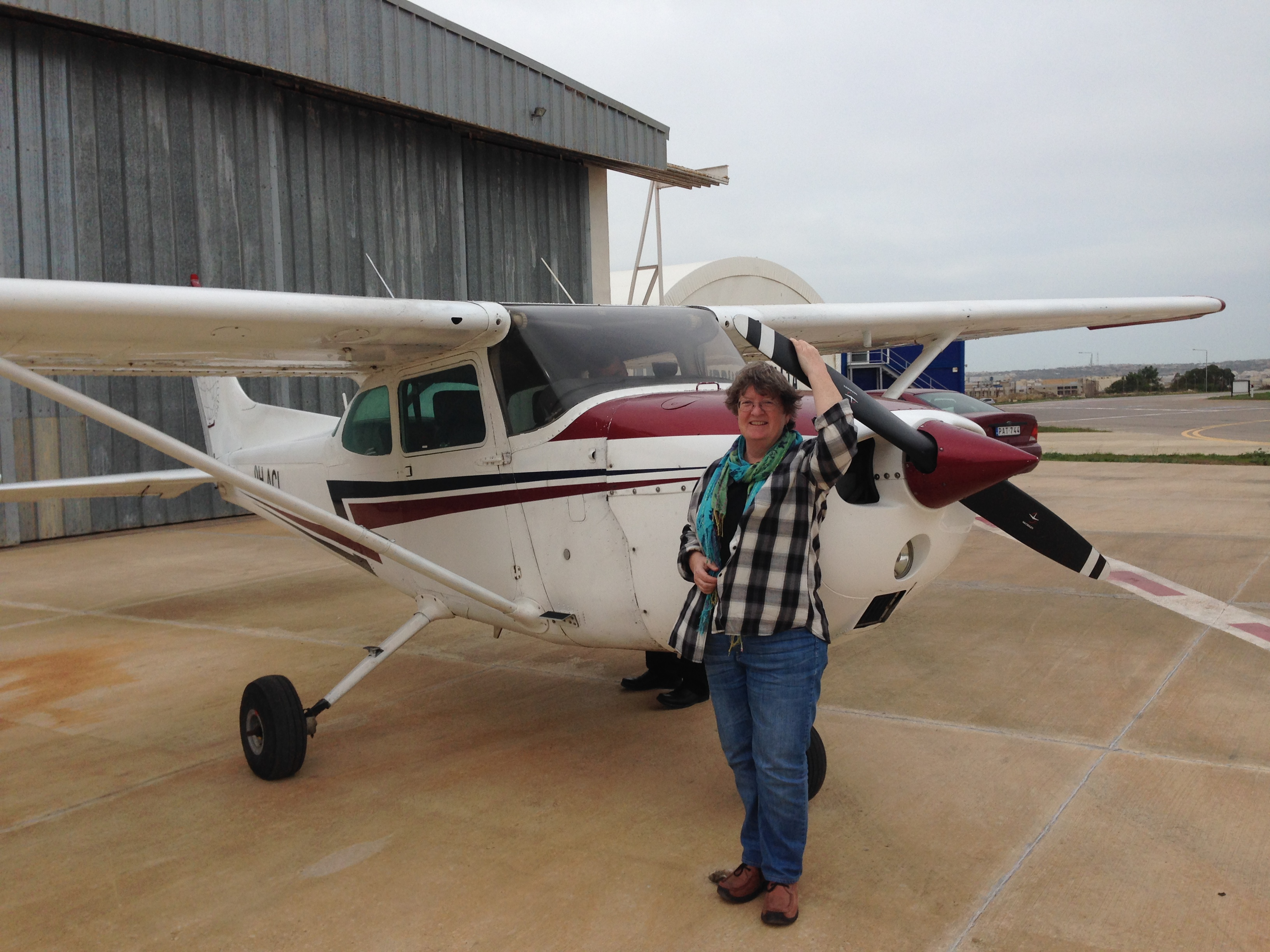
Op het punt om over Malta te vliegen in een oude Cessna

Adrienne Cullen werd geboren in County Sligo op 9 november 1960, als dochter van apotheker Sean Cullen en Margaret (Peg) Cullen (geboren Carroll). Ze studeerde af met een BA (Hons) in sociologie en filosofie aan het University College Cork.

## Carrière
Cullen was een freelancejournaliste. Ze berichtte, onder andere, over Roemeense onderwerpen voor The Irish Press en The Cork Examiner. In 2019 publiceerde zij een boek hierover, Thursday's Child: the Romanian Adoptions Story.

## Campagne voor openheid van zaken door ziekenhuizen

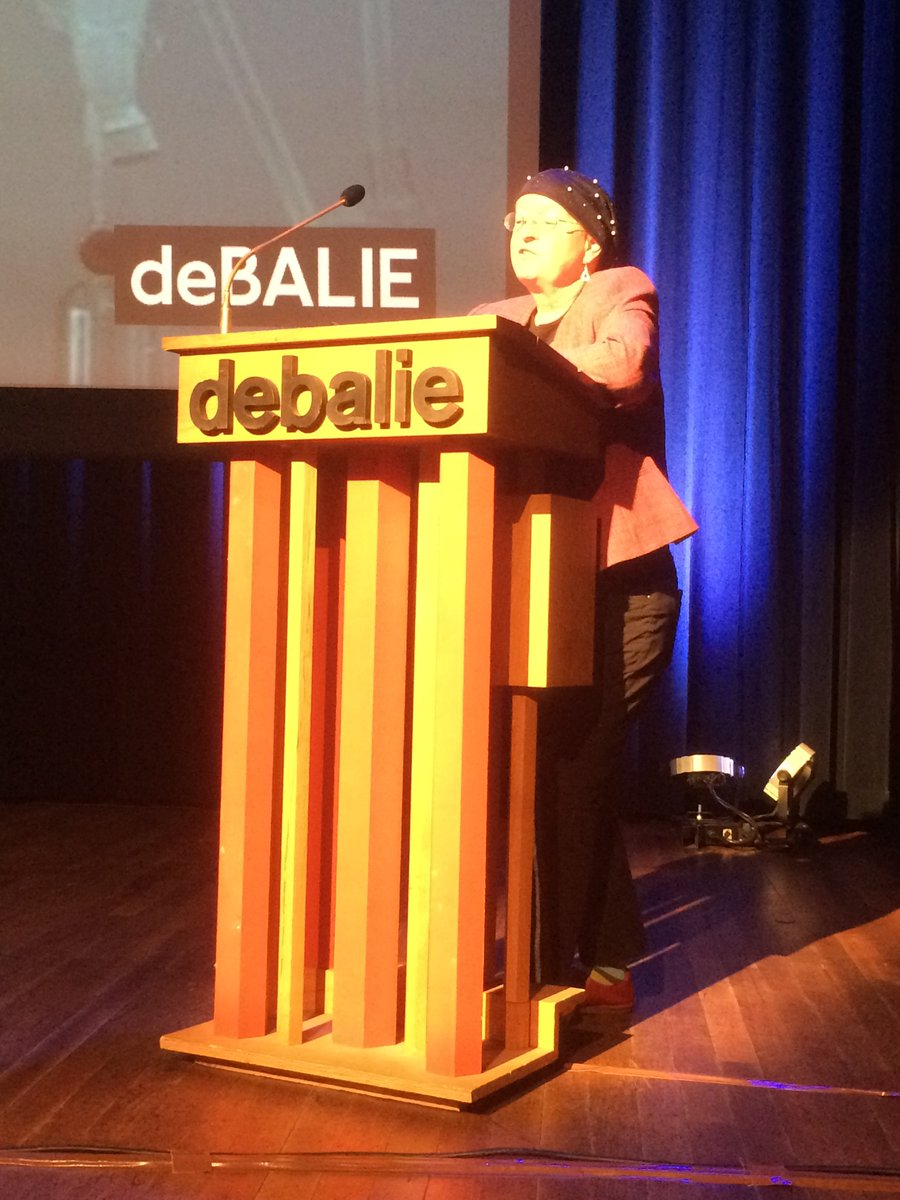
Adrienne Cullen spreekt over openheid na medische schade en de onaanvaardbaarheid van geheinhoudigsclausules in medische schikkingen.

In 2011 ging Adrienne Cullen naar het Universitair Medisch Centrum Utrecht (UMC) voor medische testen. De testresultaten met de diagnose baarmoederhalskanker verdwenen en doken pas twee jaar later weer op. Pas na een langdurige publiekscampagne onderzocht het ziekenhuis hoe de uitslagen waren verdwenen en bood het Cullen excuses aan. Haar toestand was toen al terminaal geworden.
In de daaropvolgende jaren was Cullen, hoewel ze steeds zieker werd, een mondige campagnevoerder in Nederland voor verplichte openheid van zaken door ziekenhuizen wanneer patiënten schade oplopen tijdens hun behandeling. Ze onthulde de inadequate systemen en diepgewortelde cultuur in ziekenhuizen die ertoe kunnen leiden dat ze handelen op een manier die eerder gericht is op zelfbescherming dan op het belang van hun patiënten.
Adrienne Cullen werd een activiste en spreker over het openbaar maken van medische fouten door ziekenhuizen. Naast vele andere publieke presentaties, sprak ze in De Balie in Amsterdam in oktober 2018 en gaf de maand daarop een TedX-lezing in Den Haag. Cullen voerde ook campagne om geheimhoudingsclausules in schikkingen met door publiek geld gefinancierde ziekenhuizen in de hele Europese Unie te verbieden. Over beide campagnes werd positief gesproken, maar geen actie ondernomen.
Zoals de Nederlandse krant NRC opmerkte in de kop van haar overlijdensbericht, geschreven door Frederiek Weeda, redacteur gezondheid, en gepubliceerd op de dag dat ze stierf: "Zwijgen was geen optie voor Adrienne Cullen (1960-2018)."
De Ierse nationale omroep RTE bracht op 2 januari 2019 een eerbetoon aan Cullen tijdens haar dagelijkse nieuwsprogramma Morning Ireland. Tijdens de uitzending was een eerder opgenomen interview met Cullen te zien waarin ze uitlegde waarom ze ondanks haar ziekte campagne voerde. Ze sprak ook op video voor The Irish Times in Dublin.
Adrienne Cullen was de eerste patiënt in Nederland die ooit een schriftelijke verontschuldiging kreeg van de CEO van het ziekenhuis dat haar schade had berokkend. Die verontschuldiging kwam van professor Margriet Schneider van het UMC Utrecht.
Deny, Dismiss, Dehumanise: What Happened When I Went to Hospital, haar boek over haar ervaringen in de Nederlandse gezondheidszorg, werd op 25 maart 2019 in het Engels gepubliceerd door Uitgeverij van Brug. In zijn voorwoord stelde dr. Arie Franx dat Cullen met haar boek duidelijk "...de vele lessen die geleerd moeten worden … niet alleen door artsen en ziekenhuizen, maar ook door patiënten zelf, door toezichthouders" had beschreven. 
Bij de verslaggeving over de lancering door klokkenluider en chirurg dr. Volkert Wreesmann  schreef The Irish Times dat de toenmalige Nederlandse premier, Mark Rutte, de dood van Cullen had omschreven als "onbeschrijfelijk tragisch". Dit had Rutte geschreven in een brief aan de weduwnaar van Cullen, de Ierse buitenlandcorrespondent Peter Cluskey.
In juli 2019 had koning Willem-Alexander, tijdens een staatsbezoek aan Ierland met koningin Máxima, een korte privéontmoeting met Cluskey tijdens een optreden van het Nederlands Dans Theater in Dublin. Cluskey schreef een paar dagen later een verslag van de ontmoeting in The Irish Times.
Voor haar moed en volharding ontving Cullen een eredoctoraat in de rechten van haar alma mater, University College, Cork, in Ierland, drie weken voor haar dood.
In een artikel van de Koninklijke Nederlandsche Maatschappij tot bevordering der Geneeskunst (KNMG) dat nieuwe wetgeving over medische fouten besprak, prees de voorzitter van de KNMG de campagne van Cullen en gebruikte deze als voorbeeld van het belang van openheid door ziekenhuizen bij het omgaan met gevallen van schade aan patiënten als gevolg van hun behandeling.

## De Adrienne Cullen Lezingen

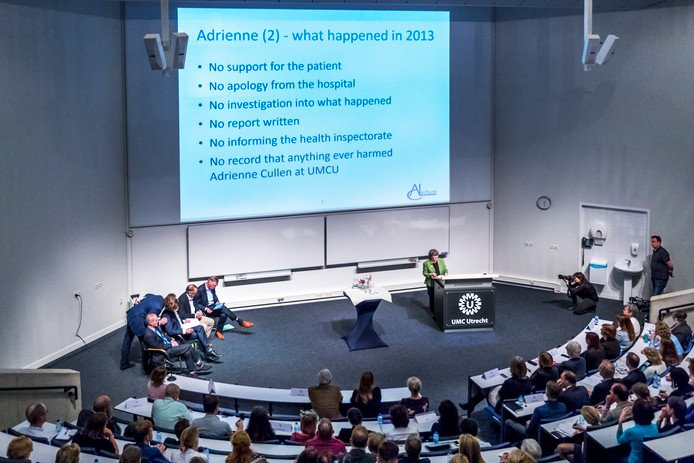
Adrienne spreekt op het eerste Adrienne Cullen Symposium over Open Disclosure na Medische Schade in april 2018.

Een jaarlijkse Adrienne Cullen Lezing on Open Disclosure After Medical Harm werd ingesteld door het UMC ter nagedachtenis aan Adrienne Cullen. Het ziekenhuis stelt: "Deze lezing is naar haar vernoemd, zodat we als ziekenhuis leren van dingen die fout gaan, patiënten zich beter gesteund voelen en we door openheid voorkomen dat soortgelijke fouten opnieuw worden gemaakt."
In april 2018 kreeg Adrienne Cullen gezelschap van twee van haar leidinggevende artsen, professor Arie Franx, divisiedirecteur in het UMC Utrecht, en zijn collega professor Huub van der Vaart, hoofd gynaecologie, om de eerste Adrienne Cullen-lezing te geven. Die was zeer kritisch over het ziekenhuis. Mogelijk om die reden werd geen audio- of video-opname van de lezing toegestaan.
Die eerste lezing werd bijgewoond door de Ierse ambassadeur in Nederland, Kevin Kelly; de directeur-generaal van de Inspectie voor de Gezondheidszorg, dr. Ronnie van Dieman; de CEO van het UMC Utrecht, Professor Margriet Schneider; vertegenwoordigers van de zeven academische ziekenhuizen in het land, en door vele vrienden en oud-collega's. Het auditorium met 270 zitplaatsen was afgeladen vol. De lezing werd controversieel toen medewerkers van het UMC Utrecht de Nederlandse onderzoeksjournalist Ton van der Ham de toegang tot de collegezaal weigerden en hij door de politie werd meegenomen. Een officieel onderzoek wees vijf jaar later uit dat Van der Ham niets verkeerd had gedaan. Doorslaggevend voor die bevinding was een videoclip die Cullen samen met Van der Ham had opgenomen voor zijn werkgever, BNNVARA.
Tot en met april 2025 heeft het UMC zeven van dergelijke lezingen gehouden over een aantal onderwerpen met betrekking tot openheid van zaken en patiëntenrechten.
De zevende lezing vond plaats op 7 april 2025. Het thema was 'Moeilijke beslissingen en hun nasleep: een oproep tot openheid'. De lezeing is terug te kijken (met Nederlandse ondertiteling of met een Engelse spraaktolk) op de UMC Utrecht website.

## Vicky Phelan en het CervicalCheck-schandaal
Voor haar dood schreef Cullen ook over de opvallende overeenkomsten met het CervicalCheck-schandaal in Ierland in een stuk getiteld "Vicky Phelan, cancer and me". Phelan schreef op haar beurt een recensie van Cullens boek. In een artikel in de Irish Times beschreef ze Cullens einde als "nog een onnodige dood".

## Persoonlijk leven
Cullen was getrouwd met de Ierse journalist Peter Cluskey. In 2023 promoveerde hij aan de Dublin City University en droeg zijn proefschrift, "The Co-evolution of Networked Terrorism and Information Technology", op aan Cullen.
Cullen woonde in Voorschoten. Ze overleed in het Nederlands Kanker Instituut in Amsterdam, op 31 december 2018.

## Herkenning
Cullen ontving in 2018 een eredoctoraat in de rechten (LLD) van het University College Cork.

## Publicaties (selectie)
- Cullen, Adrienne (2019). Deny, dismiss, dehumanise: What happened when I went to hospital. Uitgeverij Van Brug, 322. ISBN 9789065232236.
- Cullen, Adrienne (1991). Thursday's child: The Romanian adoptions story. Kildanore Press, pp. 208. ISBN 9781872455167.